# Il giudizio
Il giudizio è un film del 2021 diretto da Gianluca Mattei e Mario Sanzullo.

## Trama
Andrea e suo figlio Junior sono in perenne conflitto. L'adolescente è affascinato dalla figura del nonno che considera un mito e che però si trova ancora in carcere per aver ucciso un suo socio in affari. Padre e figlio si ritroveranno a fare un viaggio per fare visita ad Ettore avendo così modo di confrontarsi e di superare i conflitti.

## Distribuzione
Il film è stato distribuito sulla piattaforma Amazon Prime Video a partire dal 20 settembre 2021.